# NGC 4869
NGC 4869 (również PGC 44587) – galaktyka eliptyczna (E3), znajdująca się w gwiazdozbiorze Warkocza Bereniki. Odkrył ją William Herschel 11 kwietnia 1785 roku. Jest zaliczana do radiogalaktyk.